# Seven de Australia 2014
El Seven de Australia de 2014 fue la duodécima edición del torneo australiano de rugby 7, fue el primer torneo de la temporada 2014-15 de la Serie Mundial Masculina de Rugby 7.
Se disputó en la instalaciones del Robina Stadium de Queensland.

## Fase de grupos

### Grupo A
| Equipo        | Encuentros | Encuentros | Encuentros | Encuentros | Tantos  | Tantos    | Tantos     | Puntos |
| Equipo        | jugados    | ganados    | empatados  | perdidos   | a favor | en contra | diferencia | Puntos |
| ------------- | ---------- | ---------- | ---------- | ---------- | ------- | --------- | ---------- | ------ |
| Nueva Zelanda | 3          | 3          | 0          | 0          | 123     | 24        | 99         | 9      |
| Samoa         | 3          | 2          | 0          | 1          | 76      | 54        | 22         | 7      |
| Francia       | 3          | 1          | 0          | 2          | 52      | 69        | –17        | 5      |
| Japón         | 3          | 0          | 0          | 3          | 28      | 132       | –104       | 3      |

Nota: Se otorgan 3 puntos al equipo que gane un partido, 2 al que empate y 1 al que pierda

### Grupo B
| Equipo          | Encuentros | Encuentros | Encuentros | Encuentros | Tantos  | Tantos    | Tantos     | Puntos |
| Equipo          | jugados    | ganados    | empatados  | perdidos   | a favor | en contra | diferencia | Puntos |
| --------------- | ---------- | ---------- | ---------- | ---------- | ------- | --------- | ---------- | ------ |
| Sudáfrica       | 3          | 3          | 0          | 0          | 112     | 12        | 100        | 9      |
| Gales           | 3          | 2          | 0          | 1          | 72      | 38        | 34         | 7      |
| Kenia           | 3          | 1          | 0          | 2          | 61      | 69        | –8         | 5      |
| Samoa Americana | 3          | 0          | 0          | 3          | 0       | 126       | –126       | 3      |

### Grupo C
| Equipo    | Encuentros | Encuentros | Encuentros | Encuentros | Tantos  | Tantos    | Tantos     | Puntos |
| Equipo    | jugados    | ganados    | empatados  | perdidos   | a favor | en contra | diferencia | Puntos |
| --------- | ---------- | ---------- | ---------- | ---------- | ------- | --------- | ---------- | ------ |
| Fiyi      | 3          | 3          | 0          | 0          | 113     | 19        | 94         | 9      |
| Australia | 3          | 2          | 0          | 1          | 65      | 49        | 16         | 7      |
| Escocia   | 3          | 0          | 1          | 2          | 42      | 85        | –43        | 4      |
| Portugal  | 3          | 0          | 1          | 2          | 21      | 88        | –67        | 4      |

### Grupo D
| Equipo         | Encuentros | Encuentros | Encuentros | Encuentros | Tantos  | Tantos    | Tantos     | Puntos |
| Equipo         | jugados    | ganados    | empatados  | perdidos   | a favor | en contra | diferencia | Puntos |
| -------------- | ---------- | ---------- | ---------- | ---------- | ------- | --------- | ---------- | ------ |
| Argentina      | 3          | 3          | 0          | 0          | 61      | 43        | 18         | 9      |
| Inglaterra     | 3          | 2          | 0          | 1          | 52      | 40        | 12         | 7      |
| Estados Unidos | 3          | 1          | 0          | 2          | 36      | 55        | –19        | 5      |
| Canadá         | 3          | 0          | 0          | 3          | 39      | 50        | –11        | 3      |

## Fase Final

### Cuartos de final
| 12 de octubre | Nueva Zelanda | 7 - 31 | Inglaterra |  |  |

| 12 de octubre | Fiyi | 31 - 10 | Gales |  |  |

| 12 de octubre | Argentina | 21 - 24 | Samoa |  |  |

| 12 de octubre | Sudáfrica | 12 - 10 | Australia |  |  |

### Semifinal
| 12 de octubre | Inglaterra | 7 - 48 | Fiyi |  |  |

| 12 de octubre | Samoa | 28 - 12 | Sudáfrica |  |  |

### Final
| 12 de octubre | Fiyi | 31 - 24 | Samoa |  |  |

| Bandera de Fiyi        |
| Campeón Fiyi           |
| 1º título del circuito |